# Episodi di Capitan Ultra
La prima e unica stagione della serie televisiva Capitan Ultra è stata trasmessa in anteprima in Giappone dalla Tokyo Broadcasting System tra il 16 aprile 1967 e il 24 settembre 1967.
| nº | Titolo originale                                         | Titolo italiano | Prima TV Giappone | Prima TV Italia |
| -- | -------------------------------------------------------- | --------------- | ----------------- | --------------- |
| 1  | Banderu seijin shûraisu (Kaisei-jû banderaa arawaru)     |                 | 16 aprile 1967    |                 |
| 2  | Uchû station kiki ippatsu (Kaisei Rocket Gindaa arawaru) |                 | 23 aprile 1967    |                 |
| 3  | Jishaku kaijû Garuban arawaru                            |                 | 30 aprile 1967    |                 |
| 4  | Genshi kaijû Buru-Kong arawaru                           |                 | 7 maggio 1967     |                 |
| 5  | Banderu kyojin arawaru!!                                 |                 | 14 maggio 1967    |                 |
| 6  | Kai heiki Gebaado arawaru                                |                 | 21 maggio 1967    |                 |
| 7  | Genshi kaijû Buru-Kongu no gyakushû                      |                 | 28 maggio 1967    |                 |
| 8  | Ni dai kaijû: Kasei toshi ni arawaru                     |                 | 4 giugno 1967     |                 |
| 9  | Kaiseibutsu banderueggu arawaru                          |                 | 11 giugno 1967    |                 |
| 10 | Spy rocket Warudaa arawaru!!                             |                 | 18 giugno 1967    |                 |
| 11 | Yojigen eisei Nozuraa arawaru                            |                 | 25 giugno 1967    |                 |
| 12 | Banderu seijin o gekimetsuseyo                           |                 | 2 luglio 1967     |                 |
| 13 | Maboroshi kaijû Gôsuraa arawaru!!                        |                 | 9 luglio 1967     |                 |
| 14 | Kinzoku ningen Metarinômu arawaru!!                      |                 | 16 luglio 1967    |                 |
| 15 | Comet kaijû Jaian arawaru                                |                 | 23 luglio 1967    |                 |
| 16 | Raiu kaijû Amegon arawaru!!                              |                 | 30 luglio 1967    |                 |
| 17 | Gôsei kaijû Bakuton arawaru!!                            |                 | 6 agosto 1967     |                 |
| 18 | Yûrei kaijû Kyudora arawaru                              |                 | 13 agosto 1967    |                 |
| 19 | Shinwa kaijû Urugon arawaru!!                            |                 | 20 agosto 1967    |                 |
| 20 | Supekutoru kaijû Shamoraa arawaru!!                      |                 | 27 agosto 1967    |                 |
| 21 | Denpa kaibutsu Rajigon hoshi-bito arawaru!!              |                 | 3 settembre 1967  |                 |
| 22 | Kaijû gundan arawaru!!                                   |                 | 10 settembre 1967 |                 |
| 23 | Kutabare kaijû gundan!!                                  |                 | 17 settembre 1967 |                 |
| 24 | Ike! Captain: Uchû o koete                               |                 | 24 settembre 1967 |                 |